# Bredbandiga multifunktionsnät
Bredbandiga multifunktionsnät, BMF-nät, är en typ av kabel-TVnät som inte bara används för distribution av TV-signaler. Ett BMF-nät kan användas som en plattform för digitala tjänster såsom internet, digital-TV och telefoni.
I ett nät som inte används för BMF-trafik skickas signalerna från en huvudcentral till hushållens mottagare, s.k. simplextrafik. I ett BMF-nät har man byggt nätet så att linje- och fördelningsförstärkare samt annan aktiv utrustning kan skicka s.k. retursignaler (duplextrafik). Duplexfunktionen innebär att man tar emot information på en viss frekvens och sänder på en annan. Man använder vanligtvis frekvensbandet 5-65 MHz för att sända information(data) till mottagarna och 85-862 MHz för att ta emot information från mottagarna. Exempel på sådan mottagen information kan vara datatrafik (internet), telefoni, etc.